# Іванова Наталія Іванівна
Наталія Іванівна Іванова - нар. 20 жовтня 1972, Щолково, [РСФСР], фахівець в області філологіі, ВДПУ iм. М. Коцюбинського.

## Біографія
Народилася 20 жовтня 1972 року у м. Щолково в сім'ї військовослужбовця.
З 1989 по 2012 роки проживала у місті Вінниця, Україна. Зараз проживає у місті Калінінград. Літературна діяльність розпочалася у м. Вінниця, в літ. студії "Сучасник". Публікувалася в різних виданнях України, Росії, США.

## Наукова діяльність
Педагогічні статті, рецензії, дослідження також пов'язані з аудіодескрипцією.

## Членство в організаціях
В поетичної групи «Лірики Transcendent'a», одна із засновників всеукраїнського літературного руху «ЛІРИКИ+», одна з кураторів громадської ініціативи «Вінницький Дім поета».
Літературні студії "Сучасник", "Еклога", "Джерело". 

## Літературна діяльність
Співпрацювала з газетами «Камертон», «Резонанс», «Поле литературное», видавництвом «Континент-ПРИМ».
поетичний фестиваль «Каштановий Дім»
поетичний фестиваль «Літаючий дах» (Черкаси)
«ЛАВ in fest» (Харків)
«Ан Т-Р-Акт» (Херсон)
«Пушкінское кольцо» (Черкаси)
В команді організаторів на Поділлі щорічного всеукраїнського конкурсу одного вірша «Малахітовий носоріг», з 2006 р. — Всеукраїнського фестивалю поезії «Підкова Пегаса». 
В команді організаторів І та ІІ трансцендентальних читань у Канаві (2010, 2011 рр.)
Вона одна з шести авторів і редактор поетичних збірок групи «Лірики Transcendent'a»:
- «Ключи» (Вінниця: Континент-ПРИМ, 2005) (ISBN 966-516-219-5);
- «Книга Лирики» (Вінниця: Нілан-ЛТД, 2013) (ISBN 978-966-2770-36-0).
- "Балтика" (альманах)
- «Взмах крыла» (Вінниця, 2003), «Маскарад» (Вінниця, 2004), «Антологія сучасної новелістики та лірики України» (Канів, 2005), «Украина. Русская поэзия. ХХ век» (Київ, 2008), «Листья» (Остін, США, 2007), «Провинция» (Запоріжжя, 2006 та 2009), «Стых» (Дніпропетровськ, 2009), «Арт-ШУМ» (Дніпропетровськ, 2009), «Поле литературное» (Вінниця, 2010), SITIS (Канів, 2010), «Харківський міст» (Харків, 2010), «ЛАВА» (Харків, 2011), «Ощущение полета» (Луганськ, 2011), "ЛИТ-Ё (Харків, 2012), «Вінницький край» (Вінниця, 2012)) та ін.